# Ernst Eichler (Erziehungswissenschaftler)
Ernst Heinrich Eichler (* 21. März 1900 in Bonn; † 5. November 1986 in Leipzig) war ein deutscher Lehrer, Erziehungswissenschaftler und Historiker.

## Leben und Karriere
Nach Abschluss des Lehrerseminars 1920 in Bautzen war Ernst Eichler bis zu seiner Entlassung aus dem Schuldienst 1933 auf Grund § 2a des Berufsbeamtengesetzes Volksschullehrer in Eythra und Leipzig. Von 1927 bis 1929 war er Mitglied der KPD, von 1929 bis 1934 Mitglied der KPO. 1933/34 war er gemeinsam mit Alfred Frank im illegalen Widerstand tätig. Nach Arbeitslosigkeit war er von 1936 bis 1941 Verlagsangestellter im Bibliographischen Institut Leipzig. Am 5. März 1941 beantragte er die Aufnahme in die NSDAP und wurde zum 1. April desselben Jahres aufgenommen (Mitgliedsnummer 8.779.170). Von 1941 bis 1945 leistete Eichler Kriegsdienst und war in amerikanischer Kriegsgefangenschaft. 1945 trat er wieder in die KPD ein.
1945 wurde Eichler Lehrer an einer Grundschule in Leipzig, 1946 bis 1948 war er Stadtschulrat in Leipzig, 1949 bis 1950 war er Abteilungsleiter im Ministerium für Volksbildung in Berlin. 1950 wurde er Professor mit vollem Lehrauftrag für Schulrecht an der Karl-Marx-Universität Leipzig, ab 1960 war er Professor mit Lehrstuhl für die Geschichte der Erziehung. Die Emeritierung erfolgte 1965. Eichler wurde als Verdienter Lehrer des Volkes und 1960 und 1975 mit dem Vaterländischen Verdienstorden ausgezeichnet. 1976 wurde er Ehrendoktor der Karl-Marx-Universität.

## Schriften
- Herausgeber: Anatoli Wassiljewitsch Lunatscharski: Über die Volksbildung, Volk und Wissen, Berlin 1971 (Pädagogische Bibliothek)